# Hội chứng mất đoạn 2q37
Hội chứng mất đoạn 2q37 là một rối loạn gây ra bởi việc mất một mảnh nhỏ nhiễm sắc thể số 2 trong đó một hoặc nhiều hơn 3 băng con, 2q37.1, 2q37.2 và 2q37.3, của dải cuối cùng của một trong các nhánh dài NST của nhiễm sắc thể đã bị mất. Báo cáo đầu tiên về rối loạn này là vào năm 1989.

## Đối xử
Trị liệu có thể giúp chậm phát triển, cũng như vật lý trị liệu cho trương lực cơ thấp. Tập thể dục và ăn uống lành mạnh có thể làm giảm tăng cân. Phương pháp điều trị có sẵn cho các cơn động kinh, bệnh chàm, hen suyễn, nhiễm trùng và một số bệnh cơ thể.

## Chẩn đoán
Kỹ thuật được sử dụng để chẩn đoán rối loạn này là huỳnh quang trong lai tạo tại chỗ (FISH) và vi mô. FISH sử dụng thuốc nhuộm huỳnh quang để hiển thị các phần dưới kính hiển vi, nhưng một số thay đổi quá nhỏ để nhìn thấy. Sự lai tạo gen so sánh vi mô (mảng CGH) cho thấy những thay đổi về số lượng nhỏ DNA trên nhiễm sắc thể.

## Tiên lượng
Mặc dù chỉ có một vài người trưởng thành được báo cáo mắc hội chứng mất đoạn 2q37, dự đoán con số này sẽ tăng lên khi các nghiên cứu khác nhau tiếp tục chứng minh rằng hầu hết các rối loạn không có tuổi thọ rút ngắn.